# Adelfogamia

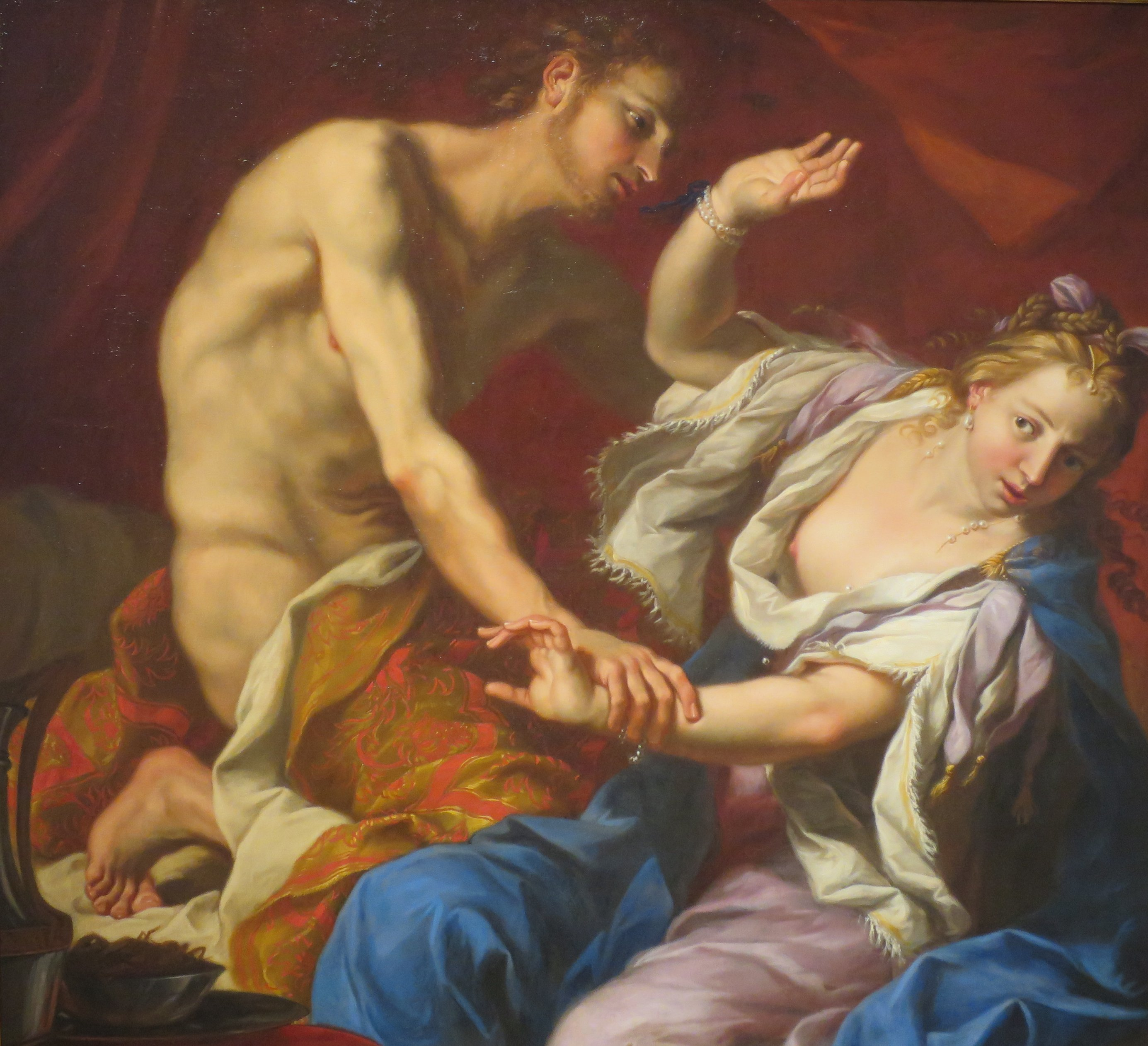
En esta imagen se ve la adelfogamia entre humanos hermanos.

La adelfogamia es una forma de relación sexual entre eucariontes hermanos, por ejemplo en algunas especies de hongos, plantas con flores u hormigas, o en los humanos. 
También recibe el nombre de adelfogamia en algunas sociedades el matrimonio institucionalizado entre hermanos.
En sociología, la adelfogamia también se puede referir a la poliandria fraternal.